# Siphanta hackeri
Siphanta hackeri är en insektsart som beskrevs av Fletcher 1985. Siphanta hackeri ingår i släktet Siphanta och familjen Flatidae. Inga underarter finns listade i Catalogue of Life.